# Adãozinho
Adão Nunes Dornelles, mieux connu sous le nom d'Adãozinho (né le 2 avril 1923 à Porto Alegre au Brésil et mort le 30 août 1991 dans la même ville) était un joueur de football brésilien.

## Palmarès
- Championnat gaúcho (5) :
  - Internacional : 1944, 1945, 1947, 1948, 1950

- Championnat carioca (1) :
  - Flamengo : 1953